# Kenta Anraku
Kenta Anraku (japanisch 安楽 健太 Anraku Kenta; * 23. Oktober 1992 in der Präfektur Nara) ist ein ehemaliger japanischer Fußballspieler.

## Karriere
Anraku erlernte das Fußballspielen in der Schulmannschaft der Azabu University Fuchinobe High School und der Universitätsmannschaft der Tokai-Gakuen-Universität. Seinen ersten Vertrag unterschrieb er 2015 bei MIO Biwako Shiga. Für den Verein absolvierte er 22 Ligaspiele. 2016 wechselte er zum Drittligisten Grulla Morioka. Für den Verein absolvierte er 28 Ligaspiele. Ende 2018 beendete er seine Karriere als Fußballspieler.